# Mario Landolfi
Mario Landolfi (ur. 6 czerwca 1959 w Mondragone) – włoski polityk i dziennikarz, parlamentarzysta, od 2005 do 2006 minister łączności.

## Życiorys
Uzyskał wykształcenie średnie ogólne, po czym pracował jako dziennikarz. Był zatrudniony w prawicowym dzienniku „Secolo d’Italia” związanym z Włoskim Ruchem Społecznym. Działał w tym ugrupowaniu i następnie w powstałym na jego bazie Sojuszu Narodowym. Kierował strukturami sojuszu na poziomie prowincji i regionu. Od 1983 był radnym swojej rodzinnej miejscowości.
W latach 1994–2013 z ramienia Sojusz Narodowego i następnie federacyjnego Ludu Wolności sprawował mandat posła do Izby Deputowanych XII, XIII, XIV, XV i XVI kadencji. Od kwietnia 2005 do maja 2006 sprawował urząd ministra łączności w trzecim rządzie Silvia Berlusconiego. Po odejściu z parlamentu powrócił do redakcji „Secolo d’Italia”. W 2015 dołączył do konserwatywnego ugrupowania Bracia Włosi.